# Marquesado de Monreal
El marquesado de Monreal es un título nobiliario español, creado el 27 de diciembre de 1683, por el rey Carlos II de España, para su primer poseedor Gabriel Bernaldo de Quirós y Mazo de la Vega. El mismo rey, Carlos II, creó el señorío de Cabañas de La Sagra, territorio que estaba ya en poder de Gabriel Bernaldo de Quirós, I marqués.
Se le concedió la Grandeza de España en 15 de abril de 1795, por el rey Carlos IV de España.

## Marqueses de Monreal
|                        | Titular                                                    | Periodo                |
| Creación por Carlos II | Creación por Carlos II                                     | Creación por Carlos II |
| ---------------------- | ---------------------------------------------------------- | ---------------------- |
| I                      | Gabriel Bernaldo de Quirós y Mazo de la Vega               | 1683-1691              |
| II                     | Álvaro Bernaldo de Quirós y Molina                         | 1691-c. 1710           |
| III                    | Gabriel Bernaldo de Quirós y Velasco                       | c. 1710-1744           |
| IV                     | Juan Bautista Bernaldo de Quirós y Caucabanne              | 1744-1782              |
| V                      | Joaquín Bernaldo de Quirós y Clarebout                     | 1783-1801              |
| VI                     | Antonio María Bernaldo de Quirós y Rodríguez de los Ríos   | 1819-1836              |
| VII                    | Antonio Hipólito Bernaldo de Quirós y Colón de Larreátegui | 1845-1848              |
| VIII                   | Pedro Bernaldo de Quirós y Colón de Larreátegui            | 1852-1861              |
| IX                     | Carlos Bernaldo de Quirós y Colón de Larreátegui           | 1861-1885              |
| X                      | Salvador Bernardo de Quirós y Arenas                       | 1887-1891              |
| XI                     | Juan Bernaldo de Quirós y Acosta                           | 1912-1915              |
| XII                    | Miguel Bernaldo de Quirós y Acosta                         | 1915-1917              |
| XIII                   | Fernando Bernardo de Quirós y Chaves                       | 1917-1953              |
| XIV                    | Juan Manuel de Santisteban y Bernaldo de Quirós            | 1958-2005              |
| XV                     | Juan Manuel de Santisteban y Ruiz                          | 2007-2012              |
| XVI                    | Alejandro de Santisteban y del Alcázar                     | 2013-actual titular    |

## Historia de los marqueses de Monreal
- Gabriel Bernaldo de Quirós y Mazo de la Vega (m. 9 de diciembre de 1691), I marqués de Monreal,[1] brigadier y secretario de Estado y Guerra[2] y caballero de la Orden de Santiago.[3]

Casó con Antonia Ruiz de Molina. Le sucedió su hijo:
- Álvaro Bernaldo de Quirós y Molina (Madrid, 16 de diciembre de 1661-c. 1710 ), II marqués de Monreal,[1] I vizconde de Miralcázar (creado el 17 de febrero de 1676) y diplomático.[3]

Casó, en 1679, en Cuenca, con Estefanía Velasco y Ramírez de Arellano (m. 1696), hija de los XII condes de Siruela. Le sucedió su único hijo:
- Gabriel Bernaldo de Quirós y Velasco (1678-Badajoz, 5 de septiembre de 1744), III marqués de Monreal,[1] capitán general Badajoz y del ejército de Extremadura[4] y caballero de la Orden de Alcántara.[3]

Casó, el 3 de noviembre de 1712, con Luisa de Caucabanne y Bouset, natural de Francia. Le sucedió su hijo:
- Juan Bautista Bernaldo de Quirós y Caucabanne (Madrid, 11 de noviembre de 1715-Madrid, 22 de mayo de 1782), IV marqués de Monreal,[5] vizconde de Miralcázar, militar, mariscal de campo y capitán general de Castilla la Vieja.[5]

Casó, el 18 de septiembre de 1748 en Cádiz, con María Teresa Álvarez de Bohorques y White, hija del I marqués de Ruchena. Fueron padres de un hijo, Juan. En su testamento, otorgado en Madrid el 21 de febrero de 1779, nombró como su sucesor, a su pariente, quien le sucedió en 14 de julio de 1783:
- Joaquín Bernaldo de Quirós y Clarebout (Sevilla, 1721-8 de marzo de 1801), V marqués de Monreal, grande de España,[1] vizconde de Miralcázar, señor de Quirós, eclesiástico, canónigo y sumiller de cortina del rey Carlos IV. Era hijo de José Bernaldo de Quirós y Tello, señor de Burguillos, y de Ana de Clarebout Eslava.[6]

Sucedió , por real carta de sucesión expedida el 22 de julio de 1819, después de un pleito de tenuta, su pariente, hijo de Antonio María Bernaldo de Quirós y Mariño de Lobera (m. Madrid, 4 de julio de 1798) —hijo de Francisco Antonio Bernaldo de Quirós y Cienfuegos, IV marqués de Campo Sagrado, y de Francisca de Sales Mariño de Lobera y Pardo de Figueroa—, y de su esposa, María de la Soledad Rodríguez de los Ríos y Lasso de la Vega, IV marquesa de Santiago y V marquesa de la Cimada.
- Antonio María Bernaldo de Quirós y Rodríguez de los Ríos (13 de noviembre de 1788-31 de diciembre de 1836),[9] VI marqués de Monreal, grande de España,[1] V marqués de Santiago, VI marqués de la Cimada[10] y senador y prócer del reino (1834-1836).[7]

Casó, el 18 de junio de 1808, con Hipólita Colón de Larreátegui y Remírez de Baquedano, hija de Mariano Colón de Larreátegui y Ximénez de Embún, XII duque de Veragua, y de María Guillermina Remírez de Baquedano y Quiñones.
En 20 de septiembre de 1845, le sucedió su hijo:
- Antonio Hipólito Bernaldo de Quirós y Colón de Larreátegui (m. 23 de enero de 1848),[2] VII marqués de Monreal, grande de España,[1] VII marqués de la Cimada, y VI marqués de Santiago.[10]

En 16 de mayo de 1852, le sucedió su hermano:
- Pedro Bernaldo de Quirós y Colón de Larreátegui (Madrid, 29 de junio de 1811-18 de julio de 1861), VIII marqués de Monreal, grande de España.[1] VIII marqués de la Cimada, VII marqués de Santiago,[10] mariscal de campo, senador, Gran Cruz de la Orden de Carlos III, de la Orden de San Fernando, de la Orden de San Hermenegildo, de San Juan de Jerusalén, y de la Orden de Villaviciosa de Portugal.[11]

Casó con Rosa Doz y Gordon. En 7 de diciembre de 1861, le sucedió su hermano:
- Carlos Bernaldo de Quirós y Colón de Larreátegui (21 de agosto de 1812-Santander, 21 de agosto de 1885),[12] IX marqués de Monreal, grande de España,[1] IX marqués de la Cimada, VIII marqués de Santiago,[10] mariscal de campo, político, caballero de la Orden de San Fernando, Gran Cruz de la Orden de San Hermenegildo, de la Orden de Isabel la Católica y de la Orden de Carlos III, caballero de la Orden de Santiago, senador y gentilhombre de cámara con ejercicio y servidumbre.[13]

Casó, el 14 de febrero de 1853, con Carolina Arenas y Mata. En 4 de octubre de 1887, le sucedió su hijo:
- Salvador Bernardo de Quirós y Arenas (24 de marzo de 1859-Buenos Aires, 20 de abril de 1891),[14] X marqués de Monreal, grande de España.[1]

Le sucedió:
- Juan Bernaldo de Quirós y Acosta (m. c.- 1915), XI marqués de Monreal, grande de España[2][14][15] y XI marqués de Santiago. Era hijo de Manuel Bernaldo de Quirós y Arenas (1861-1920), X marqués de la Cimada, y de María de la Cinta Acosta y Ros de Olano.[10]

Casó el 27 de diciembre de 1909, con Elisa Alonso Delgado. Le sucedió, alrededor de 1915, su hermano:
- Miguel Bernaldo de Quirós y Acosta, XII marqués de Monreal, grande de España[2][14] y XII marqués de Santiago.

Casó, el 10 de octubre de 1915, con Beatriz de Aguilera y González Sancho (m. 1947). El 4 de enero de 1917 la carta de sucesión fue cancelada por falta de pago de los derechos correspondientes al marquesado y le sucedió, el 7 de abril del mismo año, su primo hermano, hijo de Domingo Bernardo de Quirós y Arenas y de su esposa, Carmen Chaves y Beramendi.
- Fernando Bernaldo de Quirós y Chaves (Madrid, 12 de marzo de 1889[17]-Madrid, 22 de noviembre de 1953), XIII marqués de Monreal, grande de España[1] y caballero de la Orden de Montesa.[18]

Casó, el 15 de junio de 1942, con María del Pilar Rodríguez de Miguel. Le sucedió, en 1958, su sobrino:
- Juan Manuel de Santisteban y Bernaldo de Quirós (Madrid, 6 de mayo de 1923-Barcelona, 1 de abril de 2005),[2] XIV marqués de Monreal, grande de España.[1][20] Era hijo de Ángel de Santisteban y Vivar, VI marqués de Pinares, y de su esposa, María de la Gloria Bernaldo de Quirós y Acosta, hija de Manuel Bernardo de Quirós y Arenas, X marqués de la Cimada y hermano del X marqués de Monreal, y de su esposa María de la Cinta Acosta.[10]

Casó con María Milagros Ruiz y Molinero. En 15 de octubre de 2007, le sucedió su hijo:
- Juan Manuel de Santisteban y Ruiz (Logroño, 16 de marzo de 1951-12 de enero de 2012),[18] XV marqués de Monreal, grande de España.[1][21]

Casó con Julieta del Alcázar. En 16 de enero de 2013, le sucedió su hijo:
- Alejandro de Santisteban y del Alcázar, XVI marqués de Monreal, grande de España.[1]